# 453 Tea
453 Tea eller A900 DD är en asteroid i huvudbältet, som upptäcktes 22 februari 1900 av den franske astronomen Auguste Charlois.
Asteroiden har en diameter på ungefär 23 kilometer och den tillhör asteroidgruppen Flora.